# Борци (филм, 1895)
Вижте пояснителната страница за други значения на Борци.
„Борци“ (на немски: Ringkämpfer) е германски късометражен документален ням филм от 1895 година на режисьорите Емил и Макс Складановски с участието на културиста Юджин Сендоу и бореца Грейнер.

## Сюжет
Филмът показва, как двама мъже, облечени в бели трика и чорапогащи, и с черни слипове над тях, се борят на театрална сцена.

## В ролите
- Юджин Сендоу
- Грейнер

## Реализация
Премиерата на филма в Германия се състои на 1 ноември 1895 година, съвместно с няколко други киноленти на Макс Складановски, а на 5 ноември 2009 година е излъчен в рамките на програмата на Международния кинофестивал в Португалия.